# Stuntman
Stuntman – samochodowa gra akcji stworzona przez firmę Reflections Interactive. Grę wydano na konsolę PlayStation 2, 23 czerwca 2002 roku na świecie oraz w Stanach Zjednoczonych, w Europie gra ukazała się 6 września 2002 roku. Gra miała także premierę na urządzenia przenośne Game Boy Advance 24 czerwca 2003 oraz telefon komórkowy 17 czerwca 2003 roku. Gra przypomina serie takie jak Destruction Derby, FlatOut, czy Burnout.

## Rozgrywka
Stuntman jest zręcznościową grą akcji. Gracz wciela się w postać kaskadera filmowego. W trakcie gry na ekranie wyświetlane są dokładne wskazówki ze strony reżysera, do których gracz musi się stosować. Model jazdy jest wzorowany na serii gier Driver. Po zakończeniu każdego etapu gracz może skierować się do rozbudowanego trybu Replay, aby obejrzeć dokładnie swój przejazd. Po zaliczeniu pełnego rozdziału gra wyświetla na ekranie film, zmontowany między innymi ze scen, w których gracz brał udział.